# Kolomna
Kolomna - Коломна (rus) - és una ciutat de l'óblast de Moscou, a la Federació Russa. És el centre administratiu del districte que porta el seu mateix nom, i està situada a 102 km al sud-est de Moscou, la capital. Va ser fundada l'any 1177.